# Парламентские выборы в Беларуси (2019)
Досрочные выборы депутатов Палаты представителей Национального собрания VII созыва (бел. Выбары дэпутатаў Палаты прадстаўнікоў Нацыянальнага сходу) состоялись 17 ноября 2019 года.

## Предыстория
Предыдущие выборы депутатов Национального собрания прошли 11 сентября 2016 года. На выборах были избраны 110 депутатов по одномандатным округам, при этом только 16 человек представляют какие-либо партии (оппозиционные — только двое), а 94 парламентария являются беспартийными. Явка избирателей на выборах составила 74,68 %.
Очередные парламентские выборы должны были пройти в Республике Беларусь не позднее 10 сентября 2020 года. Выборы назначаются указом Президента Республики Беларусь. Особенностью выборов 2020 года мог стать маленький срок между выборами Президента Республики Беларусь (должны пройти до 30 августа 2020 года) и Национального Собрания Республики Беларусь (должны пройти до 10 сентября 2020 года). Однако ещё в декабре 2017 года Лукашенко заявил о том, никаких досрочных выборов в Белоруссии не будет. В то же время, глава белорусского Центризбиркома Лидия Ермошина заявила, что не считает, что две эти кампании могут совместить. «Я не думаю, что эти выборы совместят. Скорее всего, когда придет время, будет принято соответствующее политическое решение и какую-то избирательную кампанию перенесут на более ранний срок. А уж какую — об этом должны договориться глава государства и парламент. Проводить выборы раньше можно, позже — нельзя. Поэтому да, там действительно все практически полностью совпадает. Президентская кампания связана сроками проведения последней инаугурации, парламентская — сроками проведения первой установочной сессии». Как и ожидалось, Александр Лукашенко назвал приблизительную дату выборов и какая из избирательных кампаний пройдёт раньше во время своего ежегодного обращения к Национальному собранию и белорусскому народу. Он отметил, что «эти выборы станут экзаменом не только для кандидатов в депутаты и всей вертикали власти, но и для каждого избирателя. Я не определялся по дате, но если это приемлемо по закону, у нас есть хороший праздник — день Октябрьской революции, 7 ноября, выходной день. К этой дате будем близко ориентироваться без всяких идеологических посылов.».
5 августа 2019 года Александр Лукашенко подписал указы о назначении выборов в Совет Республики и Палату представителей (№ 293, № 294). В соответствии с указами выборы в Палату представителей состоятся 17 ноября 2019 года, а в Совет Республики — 7 ноября. Таким образом, парламентские выборы были назначены практически за год до истечения срока полномочий Палаты представителей предыдущего созыва, что нарушило ст. 94 Конституции Республики Беларусь.

## Избирательная система

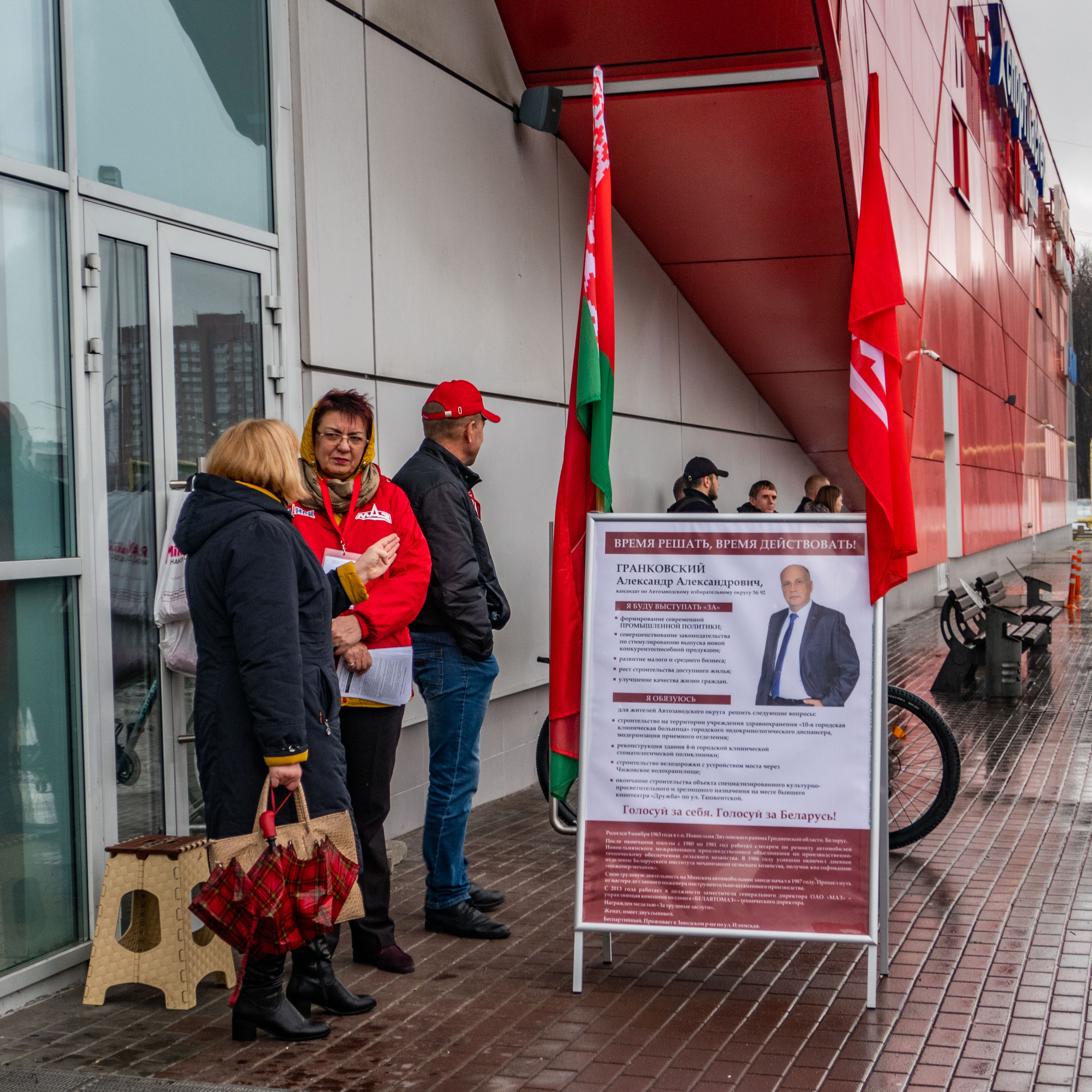
Уличная агитация возле торгового центра в 92-м Автозаводском избирательном округе (Минск)

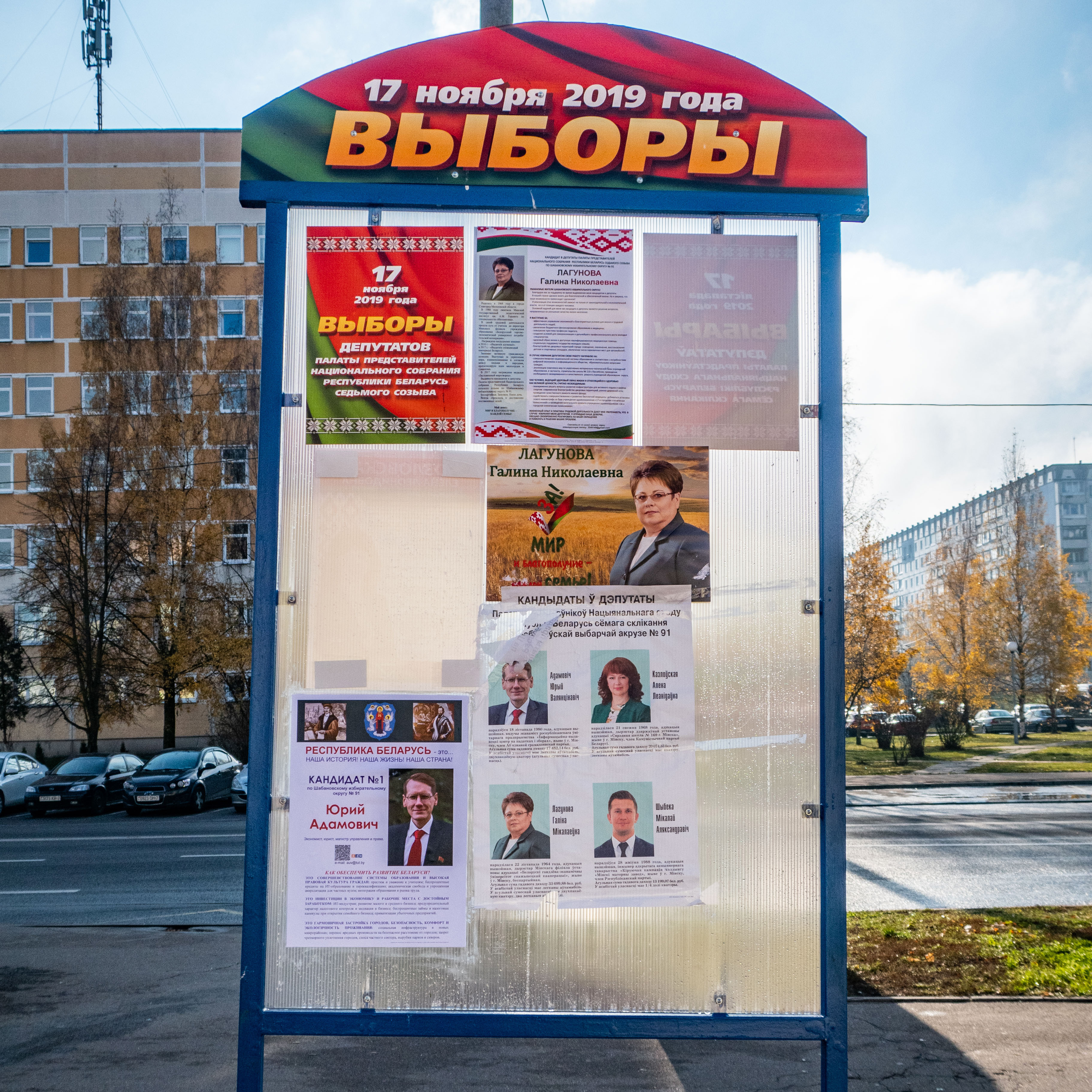
Стенд с информацией о кандидатах по 91-му Шабановскому избирательному округу (Минск)

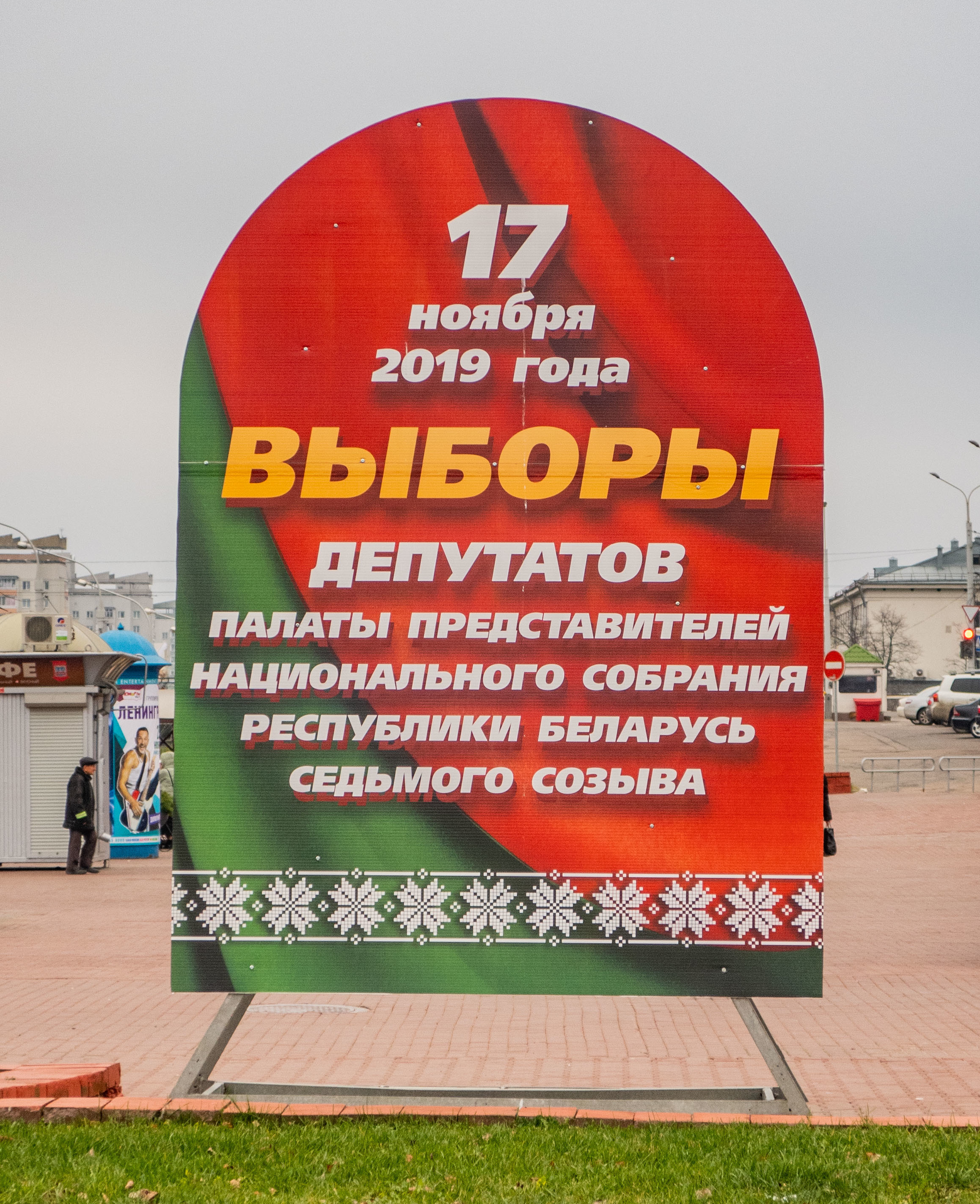
Уличный баннер

Палата представителей Национального собрания Республики Беларусь состоит из 110 депутатов, которые избираются по одномандатным избирательным округам по мажоритарной избирательной системе в один тур, чтобы считаться избранным, кандидату достаточно получить простое большинство голосов избирателей. Выборы в Белоруссии проходят в два этапа — выборы соответственно в две палаты Национального Собрания (парламента) Республики Беларусь — Палаты представителей и Совета Республики — по разным системам голосования.
| Регион              | Мест |
| ------------------- | ---- |
| Минск               | 20   |
| Брестская область   | 16   |
| Гомельская область  | 17   |
| Гродненская область | 13   |
| Могилёвская область | 13   |
| Минская область     | 17   |
| Витебская область   | 14   |
| Итого мест          | 110  |

## Выдвижение кандидатов
18 октября 2019 года завершилась регистрация кандидатов в депутаты Палаты представителей, по результатам которой были зарегистрированы 558 человек. Таким образом, в среднем на депутатский мандат на выборах 2019 года претендуют пять человек. Всего в Палату представителей выдвигались 703 человека. Регистрацию кандидатами не прошли почти 130 претендентов на депутатские места, в том числе и два действующих оппозиционных депутата Анна Конопацкая и Елена Анисим. В обоих случаях были выявлены нарушения при сборе подписей и фальсификации.
Среди кандидатов насчитывалось 32 действующих депутата Палаты представителей. Таким образом, состав Палаты представителей потенциально может обновиться на 71 %. Кроме того, 27 % зарегистрированных кандидатов в депутаты составляют женщины. Большинство оппозиционных кандидатов, которых допустили к участию в выборах, были выдвинуты от партий. Многие выдвигавшиеся сбором подписей не прошли регистрацию.
| Область                                                                     | Кол-во кандидатов | Бесп. | %    | Члены полит. партий | %    |
| --------------------------------------------------------------------------- | ----------------- | ----- | ---- | ------------------- | ---- |
| Брестская                                                                   | 79                | 32    | 40,5 | 47                  | 59,5 |
| Витебская                                                                   | 78                | 30    | 38,5 | 48                  | 61,5 |
| Гомельская                                                                  | 75                | 22    | 29,3 | 53                  | 70,7 |
| Гродненская                                                                 | 66                | 29    | 43,9 | 37                  | 56,1 |
| Минская                                                                     | 73                | 30    | 41,1 | 43                  | 58,9 |
| Могилёвская                                                                 | 66                | 26    | 39,4 | 40                  | 60,6 |
| г. Минск                                                                    | 123               | 24    | 19,5 | 99                  | 80,5 |
| В целом по республике                                                       | 560               | 193   | 34,5 | 367                 | 65,5 |
| Источник: Центризбирком Архивная копия от 24 ноября 2019 на Wayback Machine |                   |       |      |                     |      |

### Партийность кандидатов
| №   | Партия                                              | Кол-во кандидатов | от общего кол-ва |
| --- | --------------------------------------------------- | ----------------- | ---------------- |
| 1.  | Либерально-демократическая партия                   | 98                | 17,5 %           |
| 2.  | Коммунистическая партия Беларуси                    | 50                | 8,9 %            |
| 3.  | Объединённая гражданская партия                     | 47                | 8,4 %            |
| 4.  | Республиканская партия труда и справедливости       | 40                | 7,1 %            |
| 5.  | Партия БНФ                                          | 31                | 5,5 %            |
| 6.  | Белорусская социал-демократическая партия (Грамада) | 30                | 5,4 %            |
| 7.  | Белорусская партия левых «Справедливый мир»         | 27                | 4,8 %            |
| 8.  | Партия «Белорусская социал-демократическая Грамада» | 14                | 2,5 %            |
| 9.  | Белорусская патриотическая партия                   | 10                | 1,8 %            |
| 10. | Республиканская партия                              | 5                 | 0,9 %            |
| 11. | Белорусская партия «Зелёные»                        | 4                 | 0,7 %            |
| 12. | Белорусская социально-спортивная партия             | 1                 | 0,2 %            |

Кроме того, несколько кандидатов было выдвинуто официально незарегистрированными Белорусской христианской демократией, либеральной Партией свободы и прогресса, а также Молодёжным блоком.

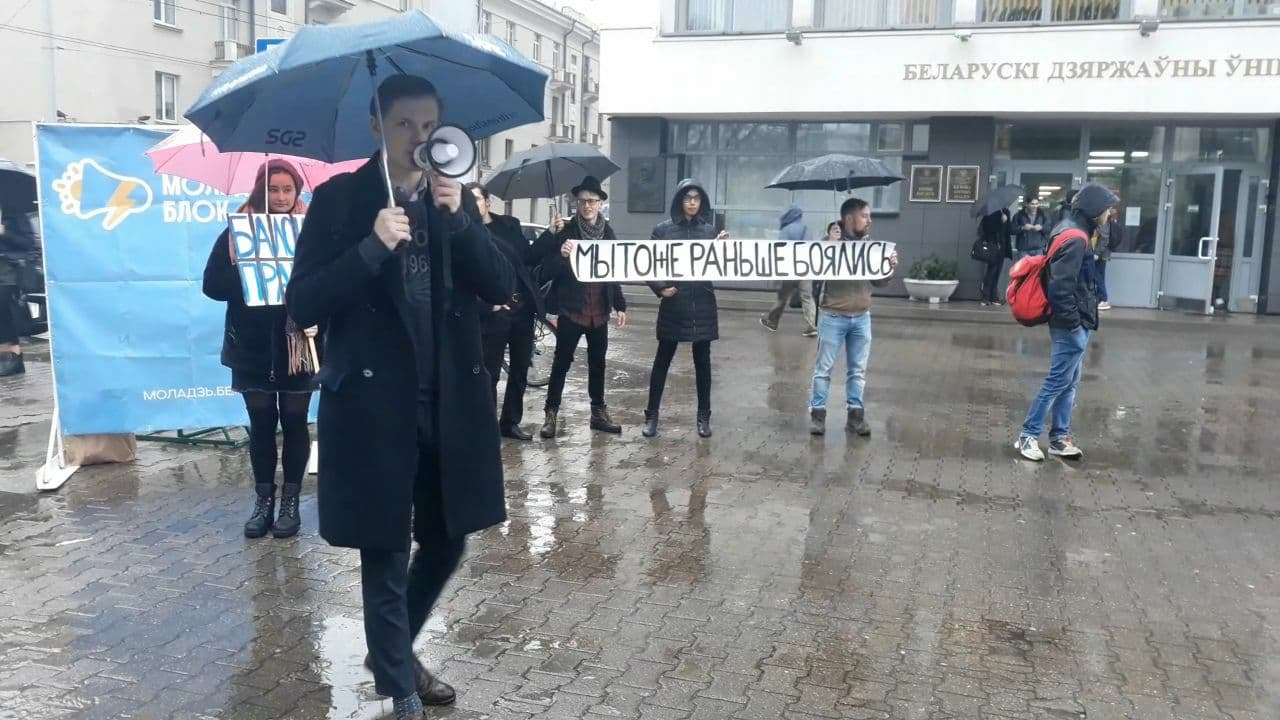
Пикет кандидата от Молодёжного блока, 6 ноября

Консервативно-христианская партия — БНФ и незарегистрированная Белорусская социал-демократическая партия (Народная Грамада) бойкотируют эти выборы.

### Субъекты выдвижения
- одним субъектом — 444
  - гражданами, путём сбора подписей — 81;
  - трудовыми коллективами — 38;
  - политическими партиями — 325;
- двумя субъектов — 115
  - гражданами и трудовыми коллективами — 84
  - гражданами и политическими партиями — 31
- тремя субъектами — 1[21].

## Социологические опросы
| Дата             | Опрос             | КПБ              | ЛДП                 | РПТС | ОГП | БПП | БНФ | Справедливый мир | БСДП(Г) | Зелёные | БССП | БСДГ | Аграрная | КХП-БНФ | СДП НС | РП  | Бесп./другие | Отрыв |     |     |      |     |
| ---------------- | ----------------- | ---------------- | ------------------- | ---- | --- | --- | --- | ---------------- | ------- | ------- | ---- | ---- | -------- | ------- | ------ | --- | ------------ | ----- | --- | --- | ---- | --- |
| Дата             | Опрос             | июль-август 2017 | Институт социологии | 2,6  | 1,9 | 2,6 | 2,2 | 1,5              | 0,7     | 1,5     | 1,6  | 2,3  | 1,7      | 1,6     | 1,1    | 1,1 | Бесп./другие | Отрыв | 0,9 | 0,7 | 76,0 | 0,0 |
| 11 сентября 2016 | Предыдущие выборы | 7.4              | 4,2                 | 2,9  | 2,2 | 2,2 | 1,7 | 1,4              | 1,3     | 0,2     |      |      |          |         |        |     | 67,0+9,6     | 2,0   |     |     |      |     |

### Фактор беспартийных
Исходя из социологического опроса Института социологии Национальной Академии наук, политические партии вместе имеют лишь 24 % поддержки. Согласно результатам парламентских выборов 2016 года, ещё 9,57 % поддерживают вариант «против всех». Таким образом, по результатам исследования, около 66,43 % на выборах 2019 года имеют возможность получить беспартийные кандидаты, около 24 % политические партии и ещё около 9,57 % станут протестным электоратом. Это может стать ещё одним снижением беспартийных депутатов (с 67,01 % в 2016 до теоретически 66,43 % в 2019), которые традиционно составляют большинство в белорусском парламенте. Однако и объединённый рейтинг партий показал небольшое увеличение по сравнению с 2016 годом (23,42 % в 2016 против теоретически 24 % в 2020 году).

## Голосование

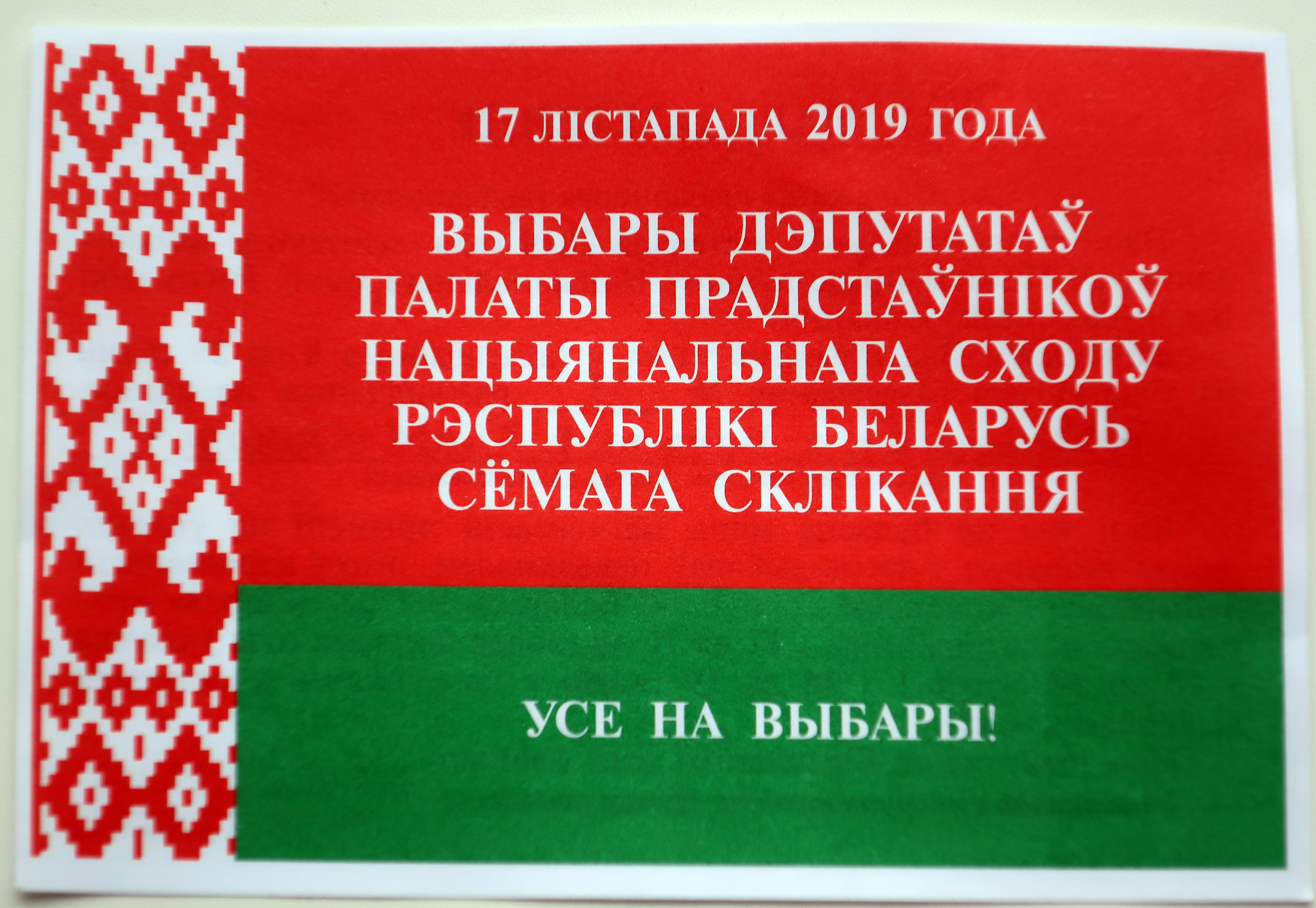
Приглашение на выборы, рассылаемое по почте. На обороте размещена основная информация об участии в выборах с указанием участка для голосования, к которому прикреплён избиратель

С 12 по 16 ноября в республике проходило досрочное голосование.
13 ноября наблюдатель из Бреста заснял на видео предположительную попытку вброса бюллетеней на досрочном голосовании. Лидия Ермошина опровергла факт вброса и потребовала лишить наблюдателя аккредитации из-за отсутствия разрешения на видеосъёмку. 15 ноября его лишили аккредитации, но чуть ранее исправили замеченное им нарушение численности досрочно проголосовавших по участку.
Студенты нескольких университетов сообщали о принуждении к голосованию: в частности, им было устно разрешено отсутствовать на занятиях в субботу 16 ноября (рабочий день, перенесённый с 8 ноября) и в понедельник 18 ноября при условии участия в досрочном голосовании. В вузах подобные факты отрицают. 15 ноября студенты Белорусского государственного экономического университета при поддержке неформального объединения молодых кандидатов «Молодёжный блок» организовали стихийную акцию протеста против принуждения к досрочному голосованию (поводом стала публикация видео, на котором куратор одной из групп открыто требует от студентов проголосовать досрочно).

## Результаты

Явка избирателей по одномандатным округам

Центральная избирательная комиссия Республики Беларусь опубликовала предварительные результаты выборов в Палату представителей, нижнюю палату парламента 18 ноября. Подсчёт голосов прошел очень быстро, уже в полночь были известны фамилии всех избранных депутатов. 22 ноября 2019 года Центризбирком, на прошедшем заседании объявил окончательные результаты и назначил заседания обеих палат Национального собрания нового созыва на 6 декабря 2019 года.
В отличие от Палаты представителей прошлого созыва, где два мандата получили депутаты с оппозиционными взглядами: Анна Канопацкая из Объединённой гражданской партии и Елена Анисим из «Общества белорусского языка» — в избранном созыве все депутаты оказались от власти.
|                                                                             |                                                     |           |       |      |       |
| Партия                                                                      | Партия                                              | Голосов   | %     | Мест | +/−   |
|                                                                             | Коммунистическая партия Беларуси                    | 559 537   | 10,62 | 11   | ▲ 3   |
|                                                                             | Республиканская партия труда и справедливости       | 355 971   | 6,75  | 6    | ▲ 3   |
|                                                                             | Либерально-демократическая партия                   | 280 683   | 5,36  | 1    | 0     |
|                                                                             | Белорусская социал-демократическая партия (Грамада) | 84 790    | 1,61  | 0    | 0     |
|                                                                             | Партия БНФ                                          | 82 403    | 1,56  | 0    | 0     |
|                                                                             | Белорусская патриотическая партия                   | 75 283    | 1,43  | 2    | ▼ 1   |
|                                                                             | Объединённая гражданская партия                     | 72 192    | 1,37  | 0    | ▼ 1   |
|                                                                             | Белорусская аграрная партия                         | 46 785    | 0,89  | 1    | ▲ 1   |
|                                                                             | Белорусская партия левых «Справедливый мир»         | 37 861    | 0,72  | 0    | 0     |
|                                                                             | Белорусская социал-демократическая Грамада          | 23 164    | 0,44  | 0    | новая |
|                                                                             | Белорусская партия «Зелёные»                        | 10 592    | 0,20  | 0    | 0     |
|                                                                             | Белорусская социально-спортивная партия             | 7905      | 0,15  | 0    | 0     |
|                                                                             | Республиканская партия                              | 7529      | 0,14  | 0    | 0     |
|                                                                             | Беспартийные                                        | 3 178 037 | 60,31 | 89   | ▼ 5   |
| Против всех                                                                 | Против всех                                         | 447 111   | 8,48  | -    | -     |
| Недействительных бюллетеней                                                 | Недействительных бюллетеней                         |           | -     | -    | -     |
| Всего                                                                       | Всего                                               | 5 319 568 | 100   | 110  | 0     |
| Зарегистрировано / явка                                                     | Зарегистрировано / явка                             | 6 870 990 | 77,40 | -    | -     |
| Источник: Центризбирком Архивная копия от 3 августа 2020 на Wayback Machine |                                                     |           |       |      |       |

### По областям
| ОИК                 | Явка    | КПБ     | РПТС    | ЛДП    | БСДП(Г) | БНФ    | БПП    | ОГП    | Агр.   | Лев.   | БСДГ   | Зел.   | БССП   | Респ.  | Бесп.   | Против | Нед.   |
| ------------------- | ------- | ------- | ------- | ------ | ------- | ------ | ------ | ------ | ------ | ------ | ------ | ------ | ------ | ------ | ------- | ------ | ------ |
| Брестская область   | 79,97 % | 4,4 %   | 13,4 %  | 2,41 % | 4,46 %  | 0,84 % | 5,3 %  | 0,5 %  | —      | 1,18 % | 0,12 % | —      | —      | —      | 57,2 %  | 9,47 % | 0,72 % |
| Витебская область   | 82,3 %  | 5,74 %  | 1,98 %  | 3,28 % | 0,53 %  | 1,31 % | —      | 0,75 % | —      | 0,51 % | —      | —      | —      | 0,3 %  | 77,19 % | 7,28 % | 1,13 % |
| Гомельская область  | 81,35 % | 18,35 % | 11,77 % | 5,48 % | 0,25 %  | 0,67 % | —      | 1,77 % | —      | 0,78 % | —      | —      | —      | —      | 52,72 % | 7,32 % | 0,89 % |
| Гродненская область | 79,04 % | 3,82 %  | 0,68 %  | 8,37 % | 1,33 %  | 1,6 %  | —      | 2,39 % | —      | 0,91 % | 0,19 % | 0,43 % | —      | —      | 69,39 % | 9,57 % | 1,32 % |
| Минская область     | 78,97 % | 12,59 % | 4,82 %  | 4,71 % | 0,68 %  | 0,29 % | 0,39 % | 0,63 % | 5,29 % | 0,33 % | 0,72 % | 0,51 % | —      | 0,3 %  | 58,83 % | 8,75 % | 1,16 % |
| Могилёвская область | 82,52 % | 12,45 % | 1,81 %  | 2,42 % | 1,09 %  | 6,05 % | 0,22 % | 1,88 % | —      | 0,08 % | 0,04 % | —      | —      | —      | 65,94 % | 6,9 %  | 1,12 % |
| город Минск         | 63,16 % | 13,1 %  | 9,28 %  | 10,2 % | 2,83 %  | 1,04 % | 3,58 % | 1,86 % | —      | 1,15 % | 1,79 % | 0,43 % | 0,97 % | 0,33 % | 43,15 % | 9,53 % | 0,76 % |

 партия набравшая наиболее высокий результат
 партия занявшая второе место

## Оценки и критика
Миссии наблюдателей от ШОС и СНГ констатировали, что выборы соответствовали требованиям избирательного законодательства Республики Беларусь, принятым страной международным обязательствам и нарушений норм национального законодательства, ставящих под сомнение легитимность выборов, Миссиями не отмечено.
В рамках кампании «Правозащитники за свободные выборы» наблюдение осуществлялось активистами РОО «Белорусский Хельсинкский комитет» и ПЦ «Весна». В аналитической части отчёта по итогам наблюдения за выборами в Палату представителей Национального собрания было отмечено, что выборы депутатов в целом не соответствовали ряду ключевых международных стандартов проведения демократических и свободных выборов, а также избирательному законодательству Республики Беларусь. Прежде всего эти выводы обусловлены отсутствием равного доступа к государственным СМИ для всех кандидатов, отсутствием беспристрастных избирательных комиссий, фактами использования административного ресурса в пользу провластных кандидатов, фактами принуждения избирателей к участию в досрочном голосовании, закрытостью ряда избирательных процедур для наблюдателей. Традиционно наибольшие аргументы для критики дают непрозрачные процедуры подсчёта голосов, что даёт основания для серьёзных сомнений относительно соответствия результатов такого подсчёта реальному волеизъявлению избирателей.
Международные наблюдатели Парламентской ассамблеи ОБСЕ и БДИПЧ ОБСЕ по итогам наблюдения пришли к выводу, что выборы в Палату представителей не соответствовали важным международным демократическим стандартам. В своей предыдущей оценке Международная миссия БДИПЧ ОБСЕ по наблюдению за выборами заявила, что парламентские выборы характеризовались общей халатностью. Кроме того, миссия БДИПЧ ОБСЕ отмечает, что агитационная деятельность осуществлялась в сокращенном объёме и ограничительных условиях, которые в целом не имели в виду содержательной или конкурентной политической борьбы. Пресс-секретарь МИД Беларуси А. Глаз в своем комментарии ответил, что выборы проводятся для своей страны и народа, а не в угоду внешним силам.
Журналист Юрий Дракохруст обратил внимание на беспрецедентную кампанию давления на наблюдателей на выборах. Он отметил, что ранее Александр Лукашенко наблюдателям не угрожал карами, а Лидия Ермошина не призвала наказать наблюдателя, который зафиксировал нарушения. Политический обозреватель Валерий Карбалевич отметил, как на падение доверия населения к властям последние в ответ включили репрессивный механизм. Он полагает, что, оказавшись в ситуации конфликта с Россией, Александр Лукашенко вникает всякого давления и влияния со стороны общества.
Лидер Партии БНФ Григорий Костусёв обратил внимание, что в парламент прошли представители молодого поколения. Например, депутатом стала дочь бывшего вице-премьера Александра Попкова, состоялась передача Либерально-демократической партии от отца к сыну. Таким образом, по его мнению, отрабатывается схема передачи власти на самом высоком уровне от отца к сыну.